# Straßenbahn Montbrison–Montrond
| Lage der Straßenbahnstrecke, eingezeichnet in eine Atlaskarte von 1900 |                      |                                            |                    |
| Streckenlänge: | 15,6 km              |                                            |                    |
| Spurweite: | 1435 mm (Normalspur) |                                            |                    |
| |                      |                                            |                    |
| \| \| 0,0 \| Montbrison \| Montbrison \| \| \| \| Fontanes \| \| \| \| \| Sourcieux \| \| \| \| \| Loire \| \| \| \| 15,6 \| Montrond-les-Bains \| Montrond-les-Bains \| \| \| \| Übergang zur Bahnstrecke Roanne–Andrézieux \| \| |                      |                                            |                    |
| U-Bahn-Kopfbahnhof Streckenanfang (Strecke außer Betrieb) | 0,0                  | Montbrison                                 | Montbrison         |
| U-Bahn-Bahnhof (Strecke außer Betrieb) |                      | Fontanes                                   | Fontanes           |
| U-Bahn-Bahnhof (Strecke außer Betrieb) |                      | Sourcieux                                  | Sourcieux          |
| U-Bahn-Brücke (Strecke außer Betrieb) |                      | Loire                                      | Loire              |
| U-Bahn-Kopfbahnhof Streckenende (Strecke außer Betrieb) | 15,6                 | Montrond-les-Bains                         | Montrond-les-Bains |
| |                      | Übergang zur Bahnstrecke Roanne–Andrézieux |                    |

Die Straßenbahn Montbrison–Montrond war eine normalspurige pferdebetriebene Straßenbahn in Frankreich. Auf der 1839 etwa 45 km westlich von Lyon eröffneten Strecke wurden bis zur Stilllegung 1848 sowohl Personen als auch Güter transportiert. Sie gilt als erste Straßenbahn Europas und war nach der 1832 eröffneten Pferdebahn in New York City die zweite Straßenbahn weltweit.

## Geschichte
Nachdem schon am 26. April 1833 die gesetzliche Grundlage geschaffen worden war, wurde am 14. September 1835 die Compagnie du chemin de fer de Montbrison à Montrond als Aktiengesellschaft zum Vorteil von Pierre Cherblanc gegründet. Sie erhielt die Konzession zum Bau und Betrieb einer Dampfstraßenbahn auf der schnurgeraden Départementsstraße (heute D 496) von Montbrison nach Montrond-les-Bains, zwei industriell geprägten Orten westlich von Lyon.
Eröffnet wurde die 15,6 Kilometer lange eingleisige Überlandstraßenbahn 1839 jedoch mit Pferdetraktion. Die Fahrt auf der Gesamtstrecke dauerte eine Stunde und zehn Minuten. In Montrond hatte die Bahn Anschluss an die Bahnstrecke Roanne–Andrézieux. Innerorts lag das Gleis auf der Straße, außerorts überwiegend am Straßenrand. In Ermangelung eines abgeschlossenen Betriebsgeländes wurden die Wagen in Montbrison auf Gleisen im Straßenraum abgestellt, wo die Strecke in der Vorstadt Saint-Jean zweigleisig ausgeführt war. Eine Verlängerung in Montbrison bis zur zentralen Place Grenette, Voraussetzung für eine finanzielle Unterstützung durch die Stadt, scheiterte am Widerstand der Anwohner. In Fontanes, Sourcieux und Montrond wurden Bahnhöfe angelegt.
Das Transportaufkommen und damit die Einnahmen blieben weit hinter den Erwartungen zurück, so wurden 1840 nur 8000 Passagiere gezählt, ein Drittel der Prognose. Die Bahn Saint-Étienne–Andrézieux hatte vergleichsweise 1842 40.000 Personen transportiert. 1844 musste die Gesellschaft Konkurs anmelden. Zu dem Zeitpunkt gehörten dem Betrieb zwei Pferdewagen, ein Anhänger für Passagiere und acht für Güter. Der neue Konzessionär bekam die Auflage, die Strecke bis zum Boulevard de l’Hôpital zu verlängern, was in schlechter Qualität ausgeführt wurde. Auch Reparaturarbeiten an Landstraße und Gleiskörper wurden erforderlich.
Die Transportleistung ging zurück, zuletzt gab es nur noch eine Hin- und Rückfahrt pro Tag, mit einem Pferd und einem Wagen. 1848 wurde die Konzession widerrufen. 1851 beschloss der Generalrat des Départements Loire, die Gleise entfernen zu lassen.

## Spätere Schienenverbindungen
1855 wurde vereinbart, eine neue Bahnstrecke von Montbrison (Richtung ONO) nach Montrond zu bauen, der Beschluss kam aber zunächst nicht zur Ausführung. Stattdessen wurde, konzessioniert 1861, am 15. Juni 1864 die nach etwa 20 km Richtung SO führende Bahnstrecke Andrézieux–Montbrison eröffnet.
Vom 17. Januar 1876 bis 1941 gab es dann auch eine Eisenbahnstrecke von Lyon über Montrond-les-Bains nach Montbrison, gebaut von der Compagnie du chemin de fer de la Dombes der Gebrüder Mangini.
Beide Strecken verlaufen jeweils überwiegend entlang einer völlig geradlinig, also in neuerer Zeit, angelegten Straße.